# André Antunes
André Antunes (ur. 23 czerwca 1923 w Tinalhas, zm. 22 września 2002) – portugalski strzelec, olimpijczyk. 
Brał udział w igrzyskach w latach 1960 (Rzym) i 1972 (Monachium). Łącznie startował w trzech konkurencjach. W Rzymie startował jedynie w konkurencji pistoletu dowolnego z 50 m, w której zajął 54. miejsce. W Monachium, zajął 36. miejsce w konkurencji pistoletu szybkostrzelnego z odl. 25 m, a w konkurencji pistoletu dowolnego z odl. 50 m, 55. miejsce.

## Wyniki olimpijskie
| Igrzyska | Konkurencja                   | Wynik                                                                          | Miejsce    | Źródło |
| -------- | ----------------------------- | ------------------------------------------------------------------------------ | ---------- | ------ |
| IO 1960  | Pistolet dowolny, 50 m        | Kwalifikacje: 348 punktów (90-83-89-86) Finał: 489 punktów (80-75-84-84-80-86) | 54 (na 67) | [ 1 ]  |
| IO 1972  | Pistolet dowolny, 50 m        | 510 punktów (83-85-90-85-81-86)                                                | 55 (na 59) | [ 2 ]  |
| IO 1972  | Pistolet szybkostrzelny, 25 m | 578 punktów (189-197-192)                                                      | 36 (na 62) | [ 3 ]  |